# 光明寺 (四日市市泊山崎町)
光明寺（こうみょうじ）は、三重県四日市市にある、真言宗豊山派の仏教寺院。山号は　囲瀬山（いせいざん）。本尊は観音菩薩。

## 歴史
聖武天皇（724年 - 749年）のころ、行基菩薩によって、現在地の西側にある、泊山の高台に、開山されたと伝えられ、本尊の聖観音像は、弘法大師（空海）一刀三礼の作といわれる。
その昔、西国三十三観音霊場を再興した花山法皇が谷汲山参詣後、京への帰路、当山にて一泊したときに、法皇が本尊を拝されると、妖しくも光明が輝いたので奇異に感じ入り、寺号を光明寺と称するよう勅したと伝えられ、法皇がこの地に泊まられたことを機に、地名を泊村と呼ぶようになったとされている。
いま一つの伝承として、弘法大師が本尊作成の折、毎夜多くの仏に囲まれ、水を望まれるので、井戸より仏前に供える水を汲んだところ、一体の石仏を汲み上げたという。大師は驚き早速本堂に安置し供養したといい、天正の兵火にも本尊と共に難を免れた。石尊仏は花山法皇の御縁から西国三十三観音の化身であると解し、西国三十三観音霊場の土を運び、小霊場を建立した。
太平洋戦争中に現在の地に移り、堂宇を再建した。境内の南側にある観音堂には、かつて泊山にあった、西国三十三観音霊場の仏像が納められている。

## 所在地
- 三重県四日市市泊山崎町3-5

## 年中行事
- 2月3日 - 節分供・星まつり
- 3月初旬の日 - 初午供・厄除祈祷
- 4月11日 - 春季永代経
- 10月11日 - 秋季永代経

## 近隣施設
- 日永の追分
- 南部丘陵公園

## アクセス
- 四日市あすなろう鉄道内部線 追分駅または泊駅より南西へ徒歩で約3分。
- 国道1号：追分交差点（日永の追分）より西北へ約0.5km。